# 망자의 손패

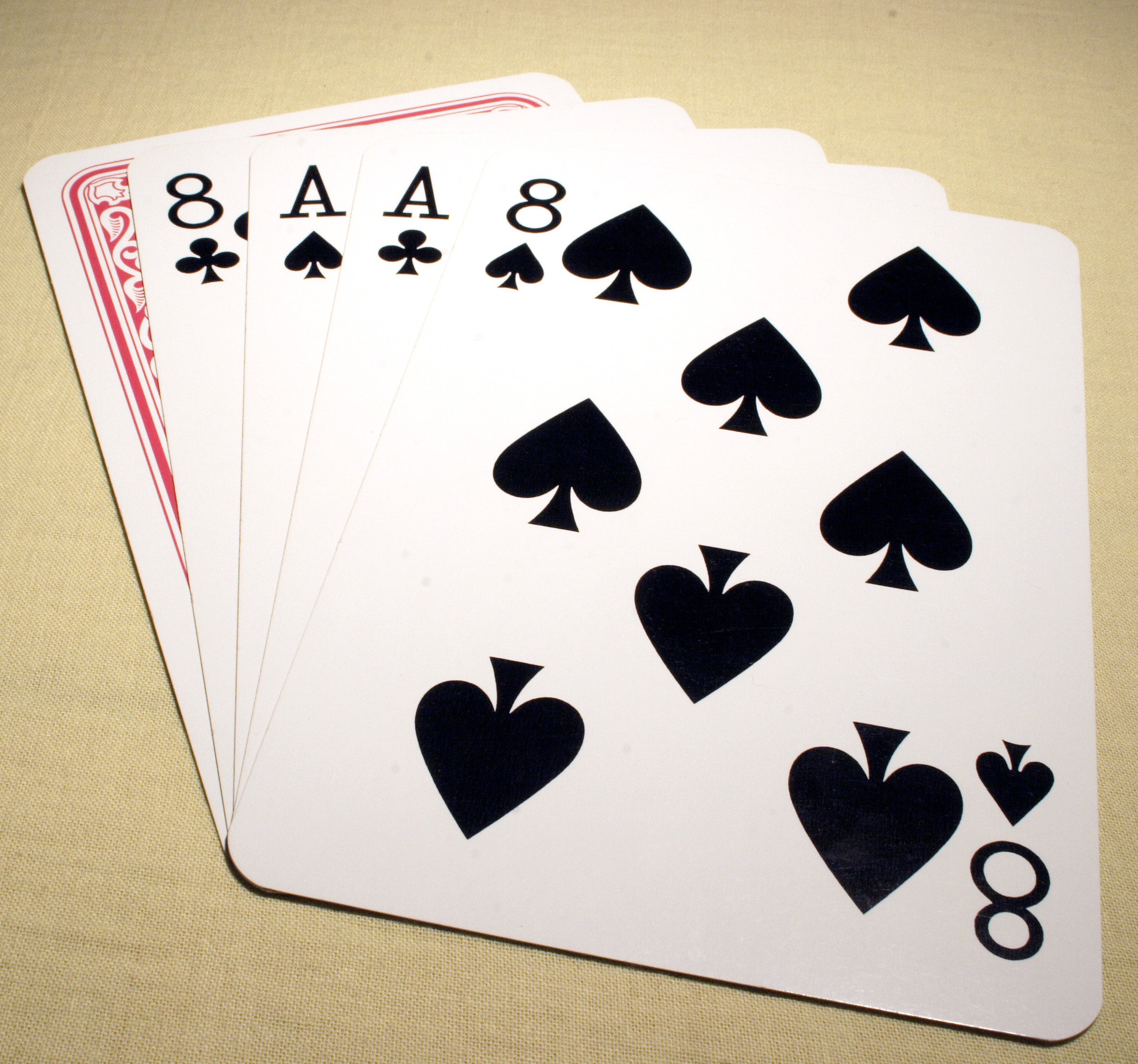

망자의 손패(영어: dead man's hand)란 검은색 에이스 2개와 검은색 8 두개의 투페어 패다. 와일드 빌 히콕이 포커를 치다 뒤에서 총을 맞아 죽었는데, 그때 히콕이 손에 쥐고 있던 패가 이 패라고 한다. 하지만 당대에는 그런 자료는 없고, 이 손패 전설이 언제 어디서 기원했는지는 불명이다. 프랭크 윌스태시의 1926년 책 『와일드 빌 히콕: 권총잡이들의 왕자』가 이 전설을 널리 대중화시켰다.